# Rodež
Rodež este o localitate din comuna Zagorje ob Savi, Slovenia, cu o populație de 47 de locuitori.